# Dario Andriotto
Dario Andriotto (Busto Arsizio, 25 oktober 1972) is een voormalig Italiaans wielrenner.

## Belangrijkste overwinningen
1995
- GP d'Europe

1997
- GP d'Europe
- Italiaans kampioen tijdrijden, Elite
- 8e etappe Ronde van Polen
- GP Nobili Rubinetterie

2000
- GP d'Europe

## Resultaten in voornaamste wedstrijden
| Jaar | Ronde van Italië | Ronde van Frankrijk | Ronde van Spanje |
| ---- | ---------------- | ------------------- | ---------------- |
| 1996 | opgave           |                     |                  |
| 1997 | opgave           |                     |                  |
| 1998 | buiten tijd      |                     |                  |
| 1999 |                  |                     | opgave           |
| 2001 | 130e             |                     |                  |
| 2002 | opgave           |                     | opgave           |
| 2003 | 83e              | 144e                |                  |
| 2004 | 54e              |                     | 103e             |
| 2005 | 97e              |                     |                  |
| 2006 | 146e             |                     | 115e             |
| 2007 | 111e             |                     |                  |
| 2008 |                  |                     |                  |
| 2009 | opgave           |                     |                  |
| 2010 | 132e             |                     |                  |

| Jaar | Milaan-San Remo | Gent-Wevelgem | Brussels Cycling Classic |
| ---- | --------------- | ------------- | ------------------------ |
| 1996 |                 |               |                          |
| 1997 |                 |               |                          |
| 1998 |                 |               |                          |
| 1999 |                 |               |                          |
| 2001 |                 |               |                          |
| 2002 |                 | 76e           |                          |
| 2003 |                 |               |                          |
| 2004 |                 |               |                          |
| 2005 | 106e            |               |                          |
| 2006 |                 |               |                          |
| 2007 | 98e             |               |                          |
| 2008 |                 |               | 7e                       |
| 2009 | 119e            |               |                          |
| 2010 |                 |               |                          |